# Wendela Hebbe
Wendela Hebbe (9 de septiembre de 1808, Jönköping-27 de agosto de 1899, Estocolmo), fue una periodista y escritora sueca. Podría decirse que fue la primera periodista contratada de forma permanente por un periódico sueco. Tuvo un lugar importante en los círculos literarios radicales de mediados del siglo XIX en Suecia y fue una referente controvertida para la mujer emancipada.

## Biografía
Wendela Hebbe era la mayor de las tres hijas del párroco Anders Samuel Åstrand y Maria Lund. Su padre era aficionado a la literatura y tenía interés por la cultura y cultivó en sus hijas en las artes. De niña, a Wendela se le incentivaba a leer y aprender música, arte y literatura. Se la describió como talentosa en  la música y la literatura y se la apodó "Fröken Frågvis" ("Señorita curiosa"). Esaias Tegnér era un conocido de su padre y un invitado habitual en su casa. Al parecer, él la cortejó sin éxito desde muy joven, incluso después de casada, dedicándole muchos de sus poemas. Ella lo rechazó pero le brindó su amistad.
En 1832, se casó con el abogado y escritor Clemens Hebbe (1804-1893), con quien tuvo tres hijas. En 1839, su esposo se declaró en bancarrota y huyó del país: primero a Inglaterra y luego emigró a los Estados Unidos. Wendela quedó abandonada con sus hijas y tuvo que procurarse el sustento por sí sola. Se instaló en Jönköping y comenzó a trabajar en la única profesión que se consideraba socialmente aceptable para una mujer educada en ese momento. Se desempeñó como profesora impartiendo clases de música, canto y dibujo, lo que apenas le era suficiente para mantenerse.

## Carrera como periodista

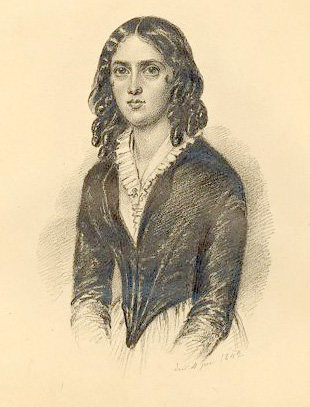
Wendela Hebbe, dibujo de Maria Röhl 1842.

En 1841, su primera novela, Arabella, fue publicada por Lars Johan Hierta, el jefe de redacción del periódico radical Aftonbladet, y ese mismo año fue contratada en Aftonbladet (se le dio un puesto permanente en 1844).
Wendela Hebbe es la primera periodista mujer en Suecia. Aunque las mujeres empezaron a escribir artículos en la prensa sueca aproximadamente desde 1738, como Margareta Momma por ejemplo, a la mayoría de ellas no se la ha podido identificar ya que escribieron bajo seudónimos. Es por esto que Wendela Hebbe fue, probablemente, la primera mujer reportera en ocupar un puesto permanente en un periódico sueco y, en ese sentido, la pionera de su profesión. No fue hasta el siglo XIX que la prensa sueca empezó a contratar personal permanente, y Wendela Hebbe es la primera mujer que figura en el registro de empleados de cualquier periódico sueco. Ella está inscrita en el registro de trabajadores de Aftonbladet entre 1844 y 1851, seguida de Marie Sophie Schwartz del Svenska Tidningen Dagligt Allehanda en 1851-1859.
Hebbe fue nombrada traductora y editora de la sección de cultura, siendo responsable de la difusión de temas relacionados con la cultura, la música y la literatura. Realizó reseñas de literatura y novelas, conciertos, espectáculos de ópera y obras teatrales, y dirigió la sección de series. Es conocida por haber utilizado su sección para promocionar a escritores nóveles publicando sus novelas en forma de series.
Fuera del ámbito cultural, se desempeñó activamente como reportera social y, de hecho, fue quizás la primera reportera en Suecia que introdujo el reportaje social en Suecia. Wendela compartía la visión liberal y humanitaria de Aftonbladet. Por su condición de mujer fue considerada idónea para inquirir sobre temas tales como la miseria social entre los pobres, y tuvo gran notoriedad con su primer reportaje social Biskopens besök (Visita del Obispo) en 1843, una publicación que contribuyó al debate social que se había iniciado en torno a las diferencias de clases en Suecia en aquella época. Gracias a su reportaje sobre la injusticia social, logró en varias ocasiones atraer la atención sobre áreas que necesitaban ser reformadas y ayudar a las personas que necesitaban ayuda.

## Carrera literaria

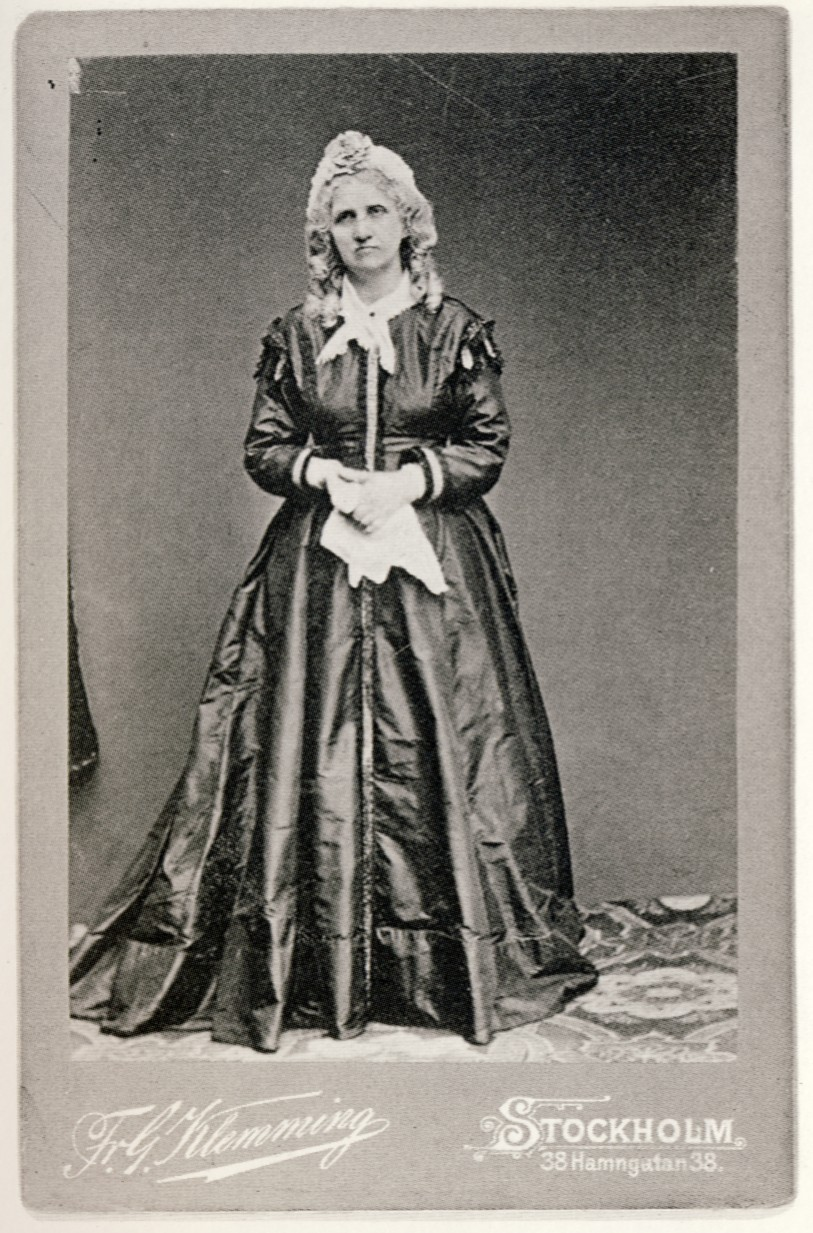
Wendela Hebbe fotografiada en 1890 por Frans Gustaf Klemming.

Wendela se retiró del periodismo en 1851 para dedicarse a una carrera como novelista. Su novela debut, Arabella, fue una novela de amor convencional, pero sus novelas posteriores tienen un estilo más realista. Sus novelas se centran en la intriga como tal y no en los personajes, y están fuertemente asociadas a su época. Incluyó la crítica social como mensaje en sus novelas y es posible se haya inspirado en Dickens y en la literatura británica del siglo XVIII. Su novela Brudarne ha sido descrita como su novela más notable y es considerada la primera "novela para chicas" en Suecia. Como novelista ha sido considerada talentosa pero no original, consiguiendo solo un éxito moderado.
Tuvo más éxito como escritora de canciones y poemas para niños y adolescentes. Sus poemas infantiles fueron influenciados por su infancia idílica en Småland y representan juegos y rimas infantiles; además, del folclore tradicional. En particular, sus cuentos de hadas sobre animales fueron muy admirados por Bj Björnson y S. H. Grundtvig. Entre sus canciones, las composiciones Högt deruppe mellan fjällen (‘En lo alto entre las cimas de las montañas’) y Linnean (‘Linnea’) se hicieron muy populares.
Además de su producción personal, ella hizo una valiosa contribución histórica al escribir antiguas historias y canciones tradicionales del folclore popular.

## Vida privada

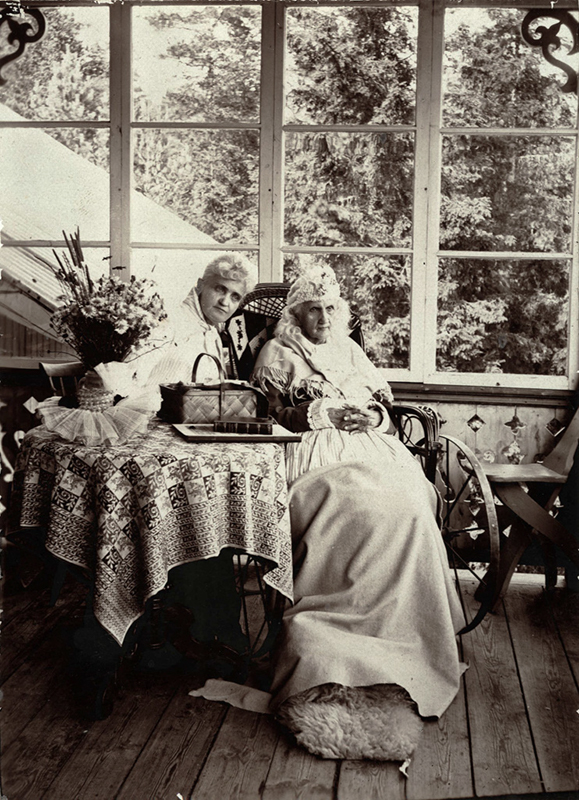
Wendela Hebbe con su hija Signe Hebbe en Nynäshamn.

Hebbe tuvo una larga relación sentimental con Lars Johan Hierta. Esta era de conocimiento público generando caricaturas en la prensa y rumores de que se le había dado su puesto producto del nepotismo. Hebbe y Hierta no podían casarse, ya que ambos estaban casados. Su matrimonio con su exiliado esposo no se disolvió hasta 1864. Wendela Hebbe y Lars Johan Hierta tuvieron un hijo, Edvard, en 1852. Incluso una mujer tan independiente como Hebbe, no quiso reconocer que tenía un hijo extramatrimonial.  Edvard nació en secreto durante un viaje a Francia. Hebbe nunca lo reconoció, pero se lo consideraba como un hijo adoptivo de Hierta bajo un nombre falso, y también lo visitaba Hebbe de vez en cuando, hasta que se le dio un hogar permanente en Alemania. Su hijo se convirtió más tarde en el padre de la artista Mollie Faustman.
Wendela fue una figura central en la élite radical de Estocolmo, especialmente durante los años 1840 y 1850, y organizó un salón literario y musical que se convirtió en punto de encuentro para el mundo literario y artístico liberal, que se reunía para recitar, tocar música y debatir. A su círculo pertenecieron Johan Jolin, Gunnar Olof Hyltén-Cavallius y también Magnus Jacob Crusenstolpe, a quien apoyó en su lucha por la libertad de expresión. Una amistad particular fue la que mantuvo con Carl Jonas Amor Almquist, cuyo trabajo como escritor admiraba, ya que compartían un interés por la crítica social. También desempeñó un papel importante como asesora y secretaria en la creación de las composiciones de Almquist, en particular de sus canciones, según su hija Signe Hebbe, que recordó a su madre y a Almquist sentados junto al piano durante sus composiciones: "A principios de los años 40, cuando muchas de las canciones de Almquists fueron terminadas, Almqvist señalaba con un dedo en el teclado musical qué tono deseaba. Fue también H quien con su voz cálida y bella presentó las nuevas creaciones al círculo de amigos". Almqvist la festejó con la composición para piano "Vendelas mörka lockar" (los oscuros rizos de Wendela). Según Signe Hebbe, su madre y Almqvist nunca tuvieron una relación romántica, pero la correspondencia y el comportamiento de Almqvist sugieren que eran muy probablemente más que amigos. Wendela Hebbe demostró su leal apoyo a Carl Jonas Love Almquist durante el escándalo de 1851.
Su salón era una parte importante de la vida literaria de Estocolmo y era considerado un destino clave para un escritor que visitaba Estocolmo. Johan Ludvig Runeberg lo hizo durante su breve visita en 1851. Su casa siguió siendo un lugar de encuentro durante décadas, incluso después de que una enfermedad la dejara incapaz de caminar en 1878. Luego conoció a Ellen Key y Herman Sätherberg, para cuyos poemas ella compuso música. También acompañó a su hija, la famosa cantante de ópera Signe Hebbe, en sus giras por Europa.
Wendela nunca alcanzó fama como escritora, pero desempeñó un papel importante como anfitriona de su salón, y aunque nunca estuvo involucrada por la labor emancipación de las mujeres, fue un modelo a seguir para la mujer emancipada por su estilo de vida independiente y controvertido. Gösta Lundström dijo de ella: "Como escritora, Hebbe no puede tener un lugar destacado en nuestra historia. Pero como una fuerza de encuentro e inspiración en la vida cultural de la Suecia del siglo XIX, vale la pena recordarla. También como una de las primeras representantes de la emancipación de la mujer en nuestra nación, defiende su lugar como una de las mujeres suecas más famosas de su siglo. A pesar de que en muchos aspectos ilustró el 'alma' ideal de las mujeres de la época romántica, lo equilibra con su inteligencia y realismo." La escritora y periodista Jane Gernandt- Claine dijo de ella: "Alrededor de todo su ser etéreo había un aire indescriptible de refinamiento espiritual, esta nobleza del alma, que pertenece a las cosas más admirables de la vida. Nunca te acercaste realmente a ella y nunca quisiste realmente, estuviste demasiado feliz de estar a una distancia de tanta nobleza sentimental dentro de esta frágil y refinada coraza.
Wendela Hebbe fue muy cortejada por los artistas contemporáneos masculinos, pero se la conoce como una mujer sencilla. Ella se describía como alguien "con mucho anhelo y mucha frustración".

## Legado

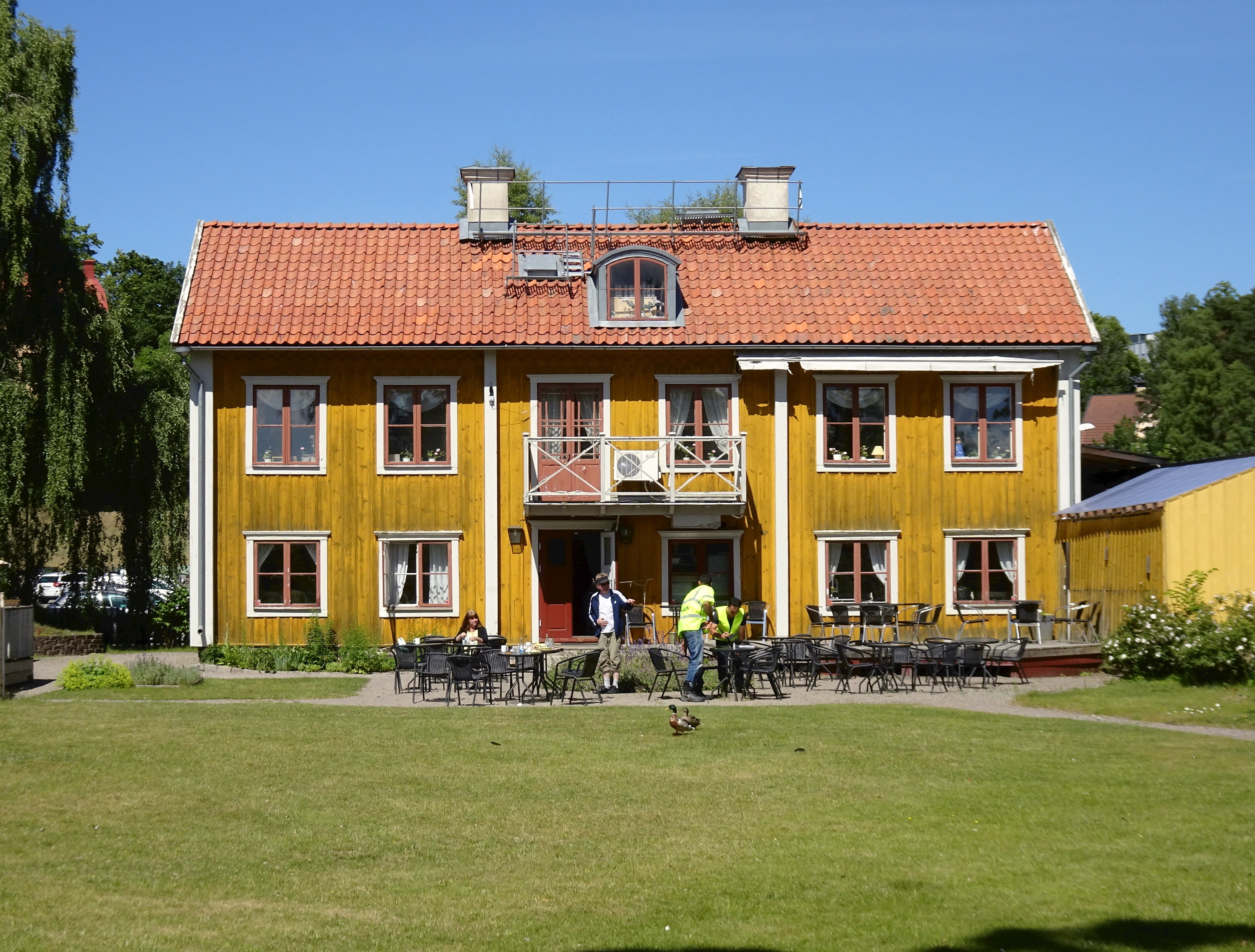
La casa de Wendela Hebbe en Södertälje.

En 1983 se fundó la asociación Wendelas Vänner (Amigos de Wendela Hebbe) para preservar la memoria de Wendela Hebbe. La asociación conserva su casa de verano en Södertälje, que le fue cedida por Hierta en 1863, y la convirtió en museo.
El gimnasio (escuela) Wendela Hebbegymnasiet en Södertälje lleva su nombre.

## Obras
- Arabella (novela, 1841)
- Svenska skaldestycken för ungdom (libro de poemas "para jóvenes", 1845)
- Arbetkarlens hustru (La esposa de un trabajador) (reportaje, 1846)
- Brudarne (Las novias) (novela, 1846). Su obra más famosa.
- En fattig familj (Una familia pobre) (reportaje, 1850)
- Tvillingbrodern (El hermano gemelo) (novela, 1851)
- Lycksökarna (Los cazadores de fortunas) (novela, 1852)
- Dalkullan (canción, 1858)
- Yo Skogen (En el bosque) (libro infantil, 1871)
- Bland trollen (Entre los ogros) (libro infantil, 1877)
- Bajo hängranarne (Bajo los árboles colgantes) (novela, 1877)